# Microfonia

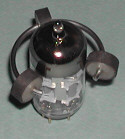
Amortecedor de tubo fabricado com anel de titânio e almofadas de polímero. Este item feito artesanalmente reduz a vibração microfônica.

Microfonia é a realimentação de áudio que ocorre quando um microfone capta o som do dispositivo que emite o som do próprio microfone. Em geral, a realimentação ocorre gerando um pico repentino na região de frequência predominante na captação, sendo relativa de microfone para microfone (em grande parte ondas médias entre 200 Hz a 6 KHz onde suas cápsulas são mais sensíveis) .
Caso seja observada a microfonia, pode-se eliminá-la pela redução do volume do microfone ou pelo seu reposicionamento, para que não capte o áudio que provém do dispositivo de som. Também podem ser utilizados redutores de feedback, aparelhos que identificam as frequências com amplificação excessiva e filtram a sua realimentação.
Embora seja um defeito, a microfonia já foi usada propositalmente por músicos como Jimi Hendrix, que aproveitou-a como efeito sonoro.